# Горчак ползучий
Горчак ползучий, или Горчак розовый (лат. Rhaponticum repens) — вид рода Рапонтикум (Rhaponticum) семейства Сложноцветные (Asteraceae). Известен как один из наиболее злостных и наиболее трудноискоренимых многолетников данного семейства.
Из-за внешнего сходства с некоторыми видами рода Василёк (Centaurea) в европейской ботанической литературе получил название «русский василёк» (не путать с русским васильком (Centaurea ruthenica) из рода Василёк (Centaurea)).

## Ботаническое описание
Растение имеет хорошо развитую корневую систему с мощным вертикальным стержнем. Преобладающий тип размножения — корнеотпрысковый.
Взрослое растение достигает в высоту 75 см. Имеет ветвистые стебли с многочисленными продолговатыми листьями.
Соцветия — корзинки. Цветки тёмно-розовые. Цветение с июля до конца августа.

## Распространение и среда обитания
Родина растения — степи Центральной Азии, откуда он распространился по засушливым регионам всего мира, включая Австралию.
Горчак теплолюбив и солнцелюбив.
Северная граница его современного ареала в европейской России проходит по Калачеевскому, Богучарскому и Кантемировскому районам Воронежской области.

## Токсичность
Ядовитое начало горчака точно не установлено. Ядовитость является непостоянной, что скорее всего связано с условиями произрастания. Наибольшей ядовитостью отличается горчак, растущий на солонцовых почвах по берегам Каспийского моря. Особенно ядовит для лошадей и других животных в фазе образования бутонов и цветения. В это время ядовитыми являются все части растения. До бутонизации горчак не ядовит.

## Хозяйственное значение и применение
Многолетний злостный сорняк.
Скотом не поедается, поэтому из-за перевыпаса со временем заполняет всё поле на 50—80 %, делая его совершенно непригодным для сельскохозяйственного использования.
В 1956 году в совхозе Лиманный Калмыцкой АССР наблюдался падёж 17 голов молодняка овец от поедания горчака в фазе бутонизации— цветения растений. Признаки отравления: отказ от корма, нарушение глотания, беспорядочные движения, судороги и др. В Саратовской области отмечены отравления большого количества лошадей сеном, в котором примесь горчака колебалась от 0,9 до 5,2 %.